# Félix de Saint Martin de la Motte
Jean François Félix de Saint Martin de la Motte, dit Saint Martin Delamotte, comte, né à Turin le 8 février 1762, mort à Turin le 10 novembre 1818, est un savant italien et homme politique français sous le Premier Empire.

## Biographie
Né le 8 février 1762 dans le Piémont à Turin, dans une famille distinguée, Félix de Saint Martin de la Motte est reçu docteur en droit et membre du collège de droit de l'université de Turin. Il devient également membre de l'Académie des sciences et s'occupe beaucoup de littérature et de botanique.
Il consigne le fruit de ses recherches dans la Bibliotheca ultramontana (tome XII, P.260), sous le titre de Osserviazioni botaniche, où il relevait quelques inexactitudes de la Topographie médicale de Chambéry par le docteur Daquin. Celui-ci y répondit par une Défense de la Topographie médicale de Chambéry et par une Réponse à la lettre du comte Félix de Saint-Martin, Chamébry, 1788
Partisan modéré des idées de la Révolution, Saint-Martin fait partie du gouvernement provisoire qui s'établit sous l'influence du gouvernement de la république française en l'an VII (1799), puis il devient membre de la municipalité en 1800 et 1801. 
Napoléon Bonaparte le nomme préfet du département de la Sésia en septembre 1802.
Le 21 avril 1804 (1er floréal an XII), il est appelé à faire partie du Sénat conservateur. Il y soutient la politique de Napoléon. Le 12 mars 1808, il est fait comte de l'Empire.
Le 23 mai 1808, il devient membre du conseil des sceaux et titres.
Le 1er avril 1814, il vote au Sénat conservateur la création d'un gouvernement provisoire puis l'expulsion de Napoléon du trône de France. Il reste domicilié à Paris en 1815 et 1816, mais ne fera pas partie de la Chambre des pairs créée par Louis XVIII.
Il retourne à Turin et y meurt peu après le 10 novembre 1818 à l'âge de 56 ans.

## Sources
- « Saint-Martin de la Motte (le comte Félix de) », dans Louis-Gabriel Michaud, Biographie universelle ancienne et moderne : histoire par ordre alphabétique de la vie publique et privée de tous les hommes avec la collaboration de plus de 300 savants et littérateurs français ou étrangers, 2e édition, 1843-1865 [détail de l’édition]
- « Félix de Saint Martin de la Motte », dans Adolphe Robert et Gaston Cougny, Dictionnaire des parlementaires français, Edgar Bourloton, 1889-1891 [détail de l’édition]